# Falsostesilea
Falsostesilea is een kevergeslacht uit de familie van de boktorren (Cerambycidae). De wetenschappelijke naam van het geslacht werd voor het eerst geldig gepubliceerd in 1940 door Breuning.

## Soorten
Falsostesilea omvat de volgende soorten:
- Falsostesilea perforata (Pic, 1926)
- Falsostesilea puncticollis Breuning, 1940